# Francolin à bandes grises
Pternistis griseostriatus
Espèce
Statut de conservation UICN

 LC  : Préoccupation mineure
Le Francolin à bandes grises (Pternistis griseostriatus) est une espèce d'oiseaux de la famille des Phasianidae.

## Distribution
Endémique de petites aires dans l’ouest de l’Angola : sud de Cuanza Sul, ouest de Malanje, Bengo, Cuanza Norte et, plus au sud, sud de Benguela et extrême nord-est de Huila (Madge & McGowan 2002). Cependant, selon BirdLife International (2010), de récentes données montreraient que sa distribution serait en fait plus vaste et peut-être même continue entre ces deux aires, une population ayant même été découverte dans le parc national de Quiçama en 2000, où l’espèce serait assez commune (Pinto 2002).

## Sous espèce
Aucune sous espèce n’est reconnue bien que les oiseaux du nord soient plus clairs que ceux du sud.

## Habitat
Le francolin à bandes grises est confiné à quelques aires de sous-bois dense de forêt-galerie et de forêt secondaire, entre 800 et 1200 m. De cet habitat principal, il se déplace vers des zones herbeuses ou des champs de coton abandonnés pour s’y nourrir le matin et le soir, regagnant la forêt en vol en cas de dérangement (Urban et al. 1986).

## Alimentation
Elle consiste en jeunes pousses, graines et invertébrés (Urban et al. 1986).

## Mœurs
Les seules données disponibles sont dues à Pinto (2002) qui a effectué quelques observations dans le parc national de Quiçama. Ce francolin est très difficile à observer en raison de sa nature timide et de l‘épais couvert végétal dans lequel il passe la majorité de son temps. Il sort à découvert sur les sentiers forestiers, en fin d’après midi, pour se nourrir ou prendre un bain de poussière. Il vit seul ou en groupes comptant jusqu’à sept individus. Les mâles pourraient former des groupes unisexes durant la période où les femelles couvent. Généralement les oiseaux se déplacent peu, seulement sur une surface moyenne de 0,5 ha, sauf si l’habitat est peu favorable ; Pinto a alors enregistré des territoires de 10 ha.

## Voix
Le cri d’avertissement ressemble à celui du francolin écaillé F. squamatus (Madge & McGowan 2002).

## Nidification
La reproduction est très mal connue mais, d’après Pinto (2002),  le francolin à bandes grises est probablement monogame et la principale période d’éclosion se situerait  de mi-juillet à fin août.

## Statut
L’espèce est considérée comme « presque menacée » avec une population estimée entre 10 000 et 20 000 individus sur un territoire de 17 300 km². La destruction de la forêt, lente mais effective, amorcée en 1992 semble se poursuivre de nos jours. En matière de mesure à prendre, BirdLife réclame une étude sur les exigences écologiques de l’espèce et sur l’impact de la chasse. Il propose aussi la mise en place de la zone protégée de 20 km² à Chongoroi dans la province de Benguela, proposée dès le début des années 1970 et toujours pas réalisée actuellement (BirdLife International 2010, Hennache & Ottaviani 2011).